# Alamannenmuseum Ellwangen
Das Alamannenmuseum Ellwangen in Ellwangen wurde 2001 eröffnet und gibt mit Funden aus ganz Süddeutschland einen lebendigen Überblick über 500 Jahre alamannischer Geschichte aus dem Frühmittelalter. Aufgrund der schwierigen Haushaltslage der Stadt Ellwangen wurde 2010 im Stadtrat über eine Schließung des Museums diskutiert. Das Alamannenmuseum ist von Dienstag bis Freitag zwischen 14 und 17 Uhr und am Samstag und Sonntag zwischen 13 und 17 Uhr geöffnet.

## Gebäude
Das Museum ist im 1593 errichteten Gebäude der sogenannten Nikolauspflege in der Haller Straße ansässig, einem der ältesten noch erhaltenen Armen- und Siechenhäuser Südwestdeutschlands.
Diese Nikolauspflege ist eine denkmalgeschützte Gesamtanlage und besteht aus der Nikolauskapelle, die einen spätmittelalterlichen Kern hat und im 17. Jahrhundert umgebaut und umgestaltet wurde, und aus dem ehemaligen Pfründnerhaus, das im Kern aus dem ausgehenden 16. Jahrhundert stammt, im 18. Jahrhundert umfassend erneuert und in den 1970er Jahren nach Süden erweitert wurde.
Diese Gesamtanlage ist geschützt nach den §§ 2 und 28 (12) des baden-württembergischen Denkmalschutzgesetzes.

## Sammlung

### Kern der Sammlung
Kern der Sammlung sind Funde, die seit 1986 bei Lauchheim ergraben wurden. Dabei legte man das bislang größte alamannische Gräberfeld Baden-Württembergs frei – das Gräberfeld von Lauchheim – sowie die Siedlung, zu der es gehörte, zusammen mit einem Herrenhof mit eigener Grablege. Die vielen archäologischen Funde sind noch nicht komplett ausgewertet, wichtige Veröffentlichungen und Dokumentationen fehlen noch, aber es lassen sich folgende Grundaussagen machen:
„Das frühmittelalterliche Gräberfeld im Gewann „Wasserfurche“ wurde in den Jahren 1986 bis 1996 von der Archäologischen Denkmalpflege Stuttgart unter der Leitung von Ingo Stork (1949–2023) komplett ausgegraben. Über 1300 dokumentierte Grabbefunde, die sich dem Zeitraum zwischen der zweiten Hälfte des 5. und der zweiten Hälfte des 7. Jahrhunderts zuweisen lassen und die ein rechteckiges Areal von ca. 1,5 ha einnehmen, machen dieses Gräberfeld zum bislang größten dokumentierten Friedhof dieser Zeitstellung in Südwestdeutschland. Die vollständige Ausgrabung gewährleistet einen repräsentativen Querschnitt durch eine frühmittelalterliche Lokalgesellschaft im Wandel der Zeit.“
„Siedlung Mittelhofen: 200 Meter talwärts vom Gräberfeld „Wasserfurche“ wurden zwischen 1989 und 2006 im Gewann „Mittelhofen“ Siedlungsspuren aus der Zeit zwischen dem 6. und dem 11. Jahrhundert archäologisch untersucht. Für die Wissenschaft von großer Bedeutung ist zum einen die gute Erhaltung der Gebäudespuren, zum anderen die Größe der ausgegrabenen Flächen. Es handelt sich damit um das bislang am umfassendsten dokumentierte frühmittelalterliche Siedlungsareal in Baden-Württemberg.“
Ausgestellt sind gut erhaltene Kunst-, Schmuck- und Alltagsgegenstände sowie Waffen, die für die Forschung von herausragender Bedeutung sind. Ein teilrekonstruiertes Grubenhaus mit Webstuhl veranschaulicht die Textilverarbeitung der Alamannen, ein weiterer thematischer Schwerpunkt ist die Geschichte der Christianisierung der Alamannen. Die moderne Präsentation der Exponate mit Rekonstruktionen und elektronischen Medien gibt einen Einblick in das Leben der Alamannen.

## Bilder

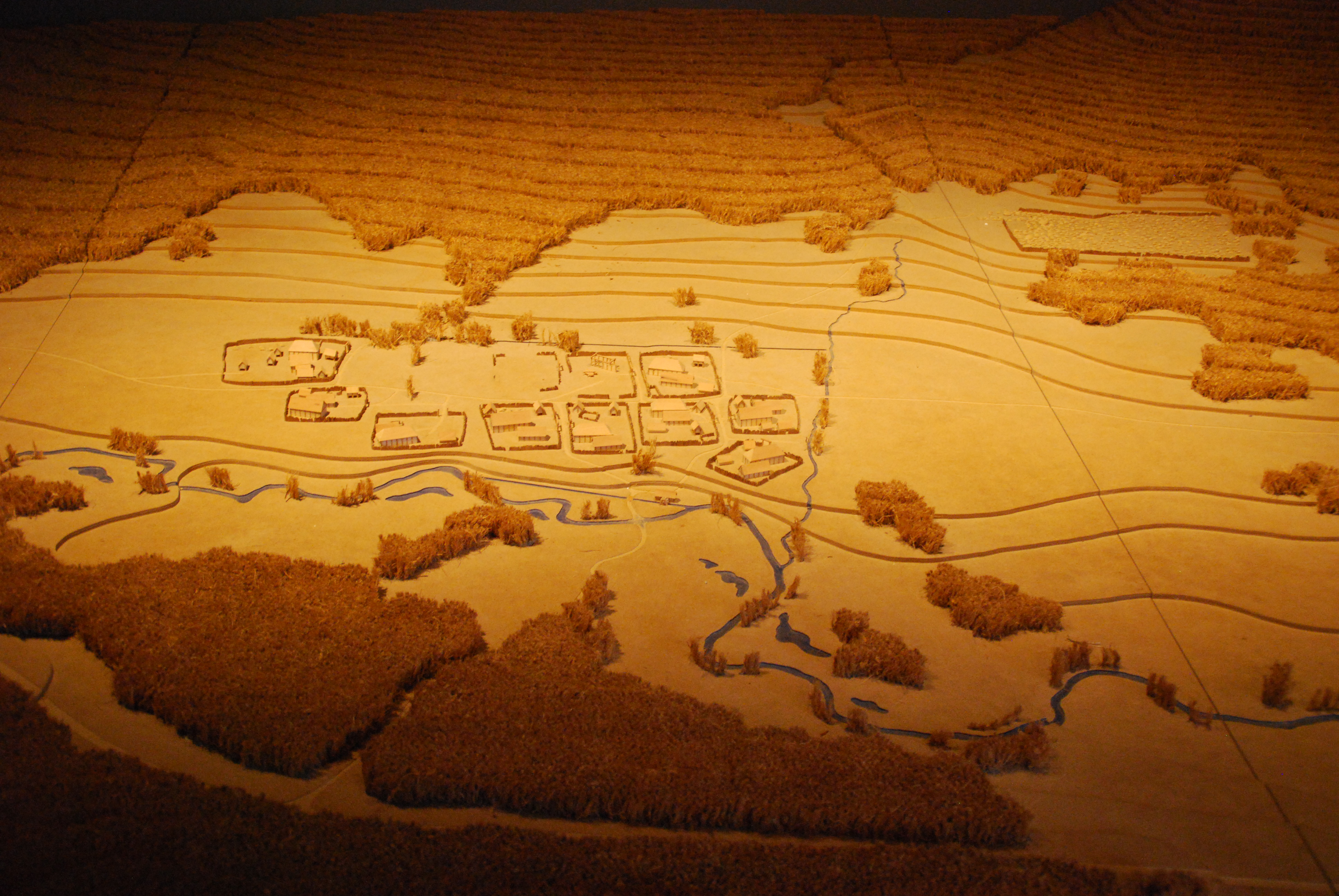
Modell der Siedlung „Mittelhofen“ und des Gräberfelds „Wasserfurche“ (oben rechts)
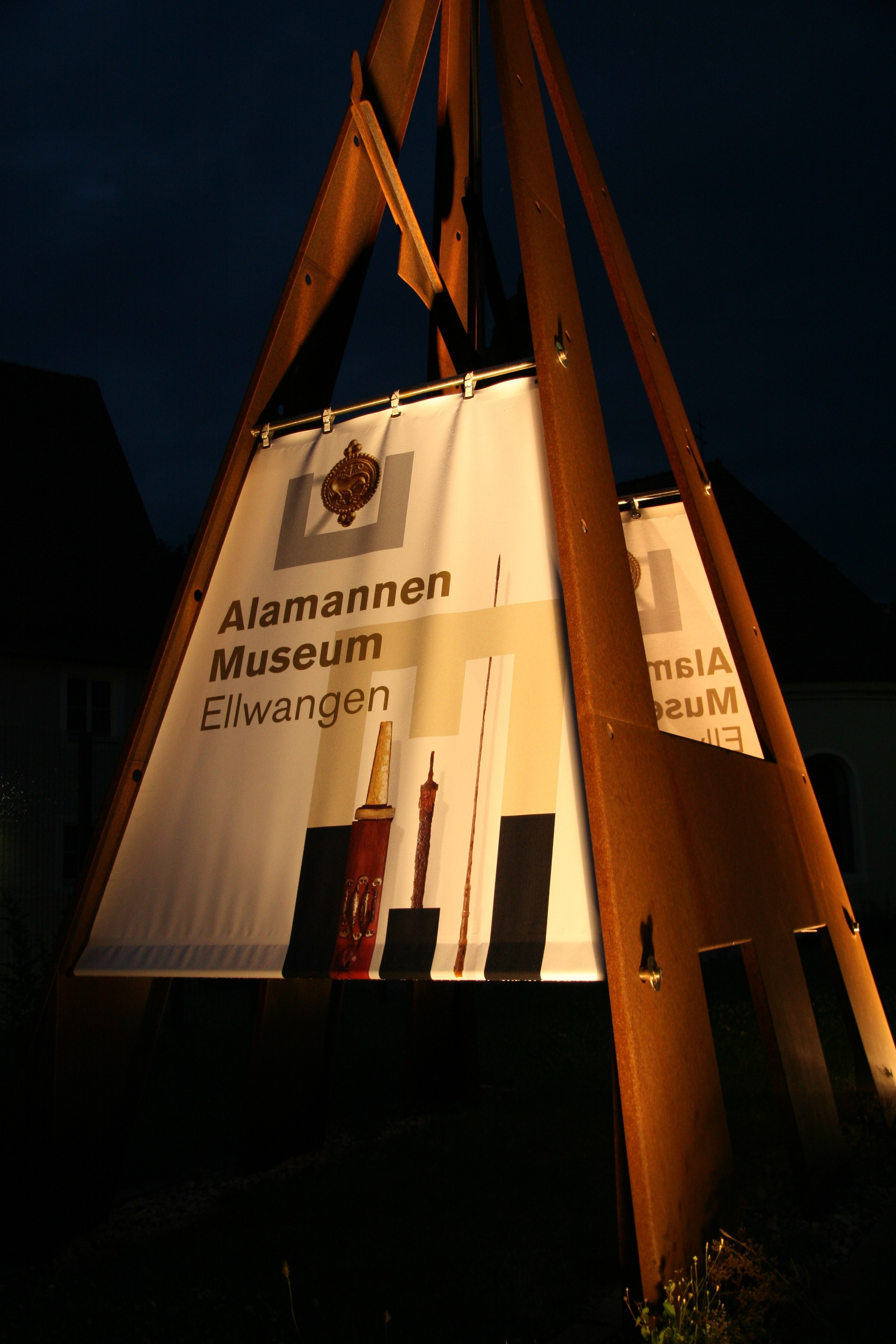
Schild am Eingang des Museums
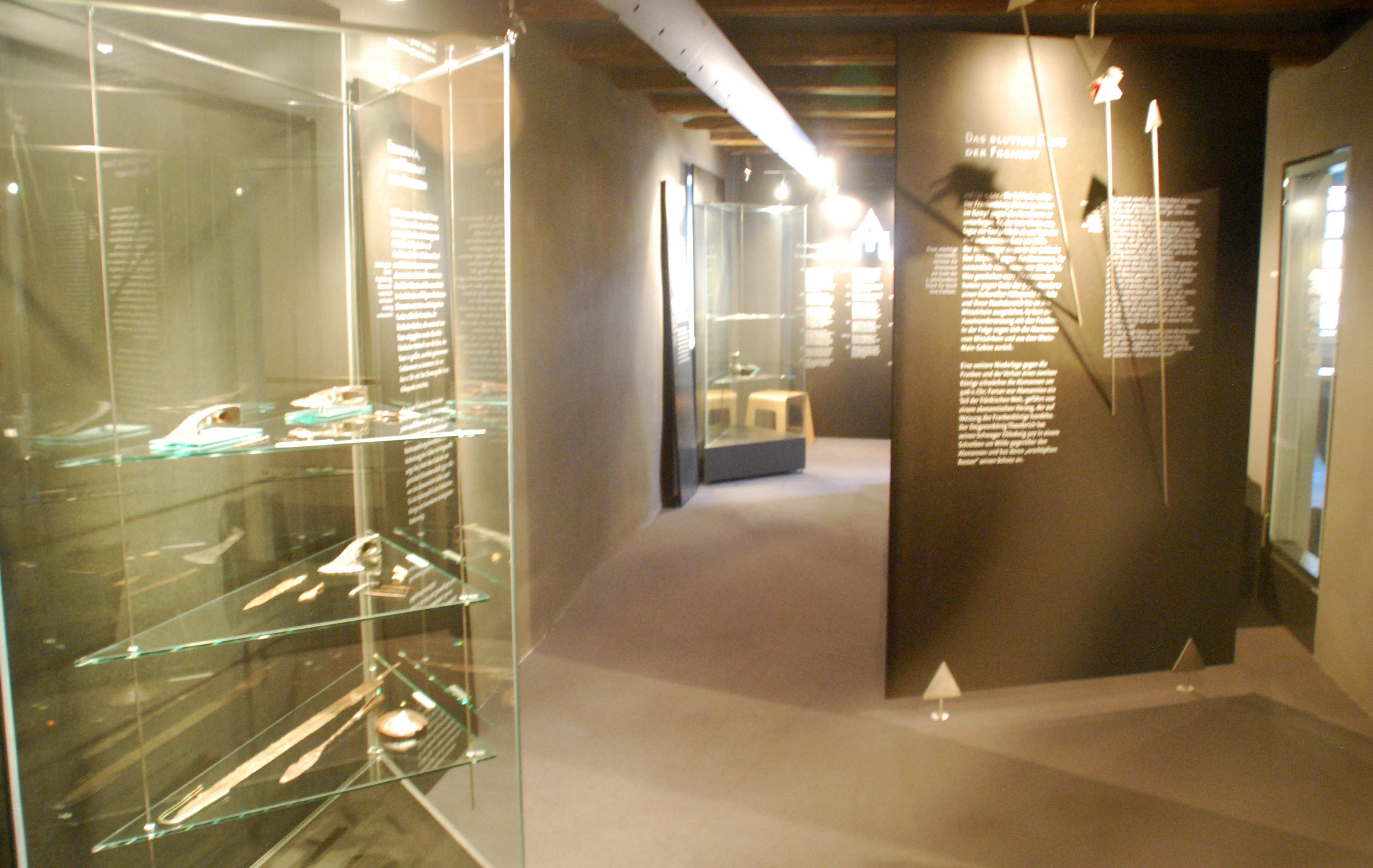
Innenansicht des Museums
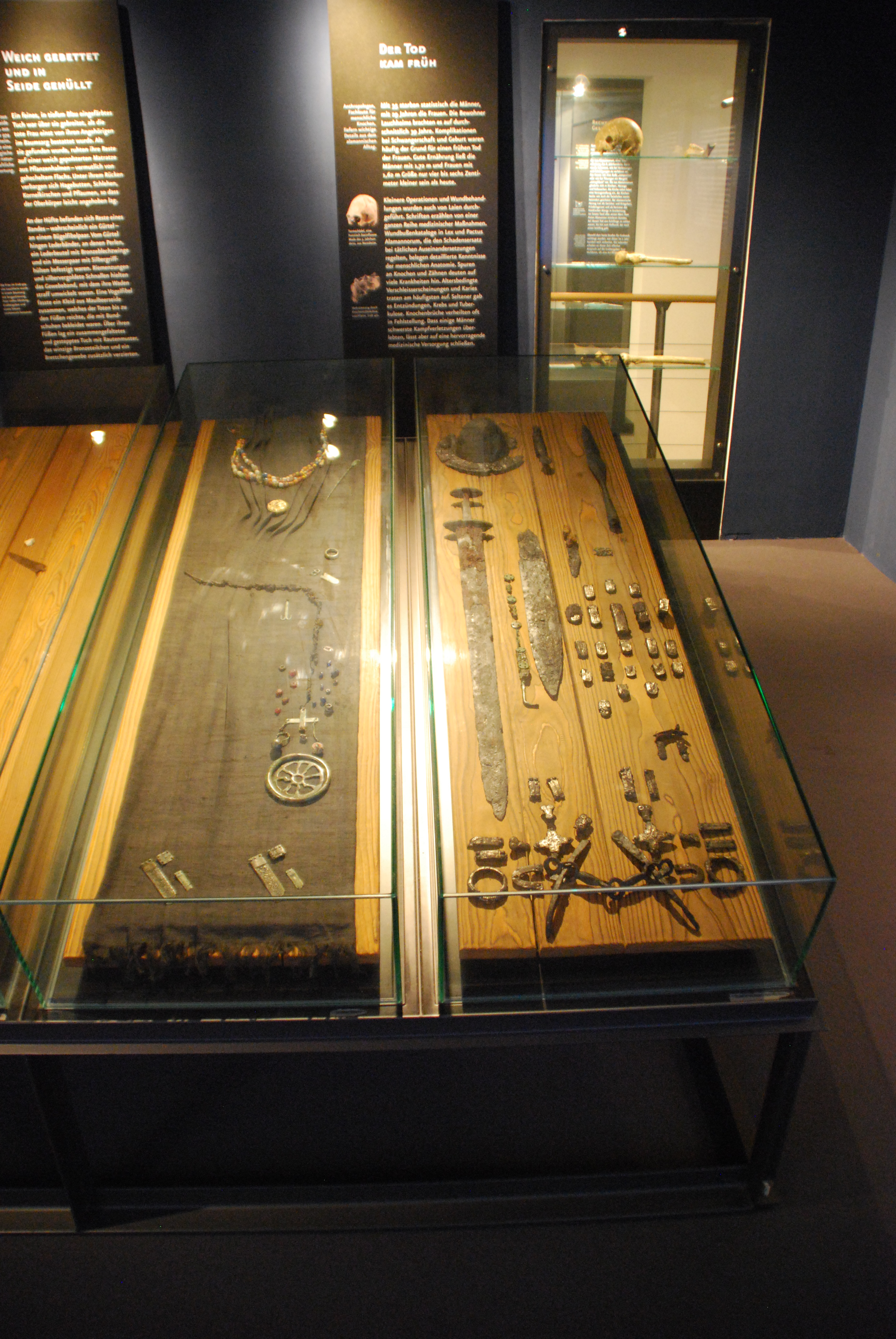
Grabbeigaben aus Lauchheim Gräberfeld Wasserfurche
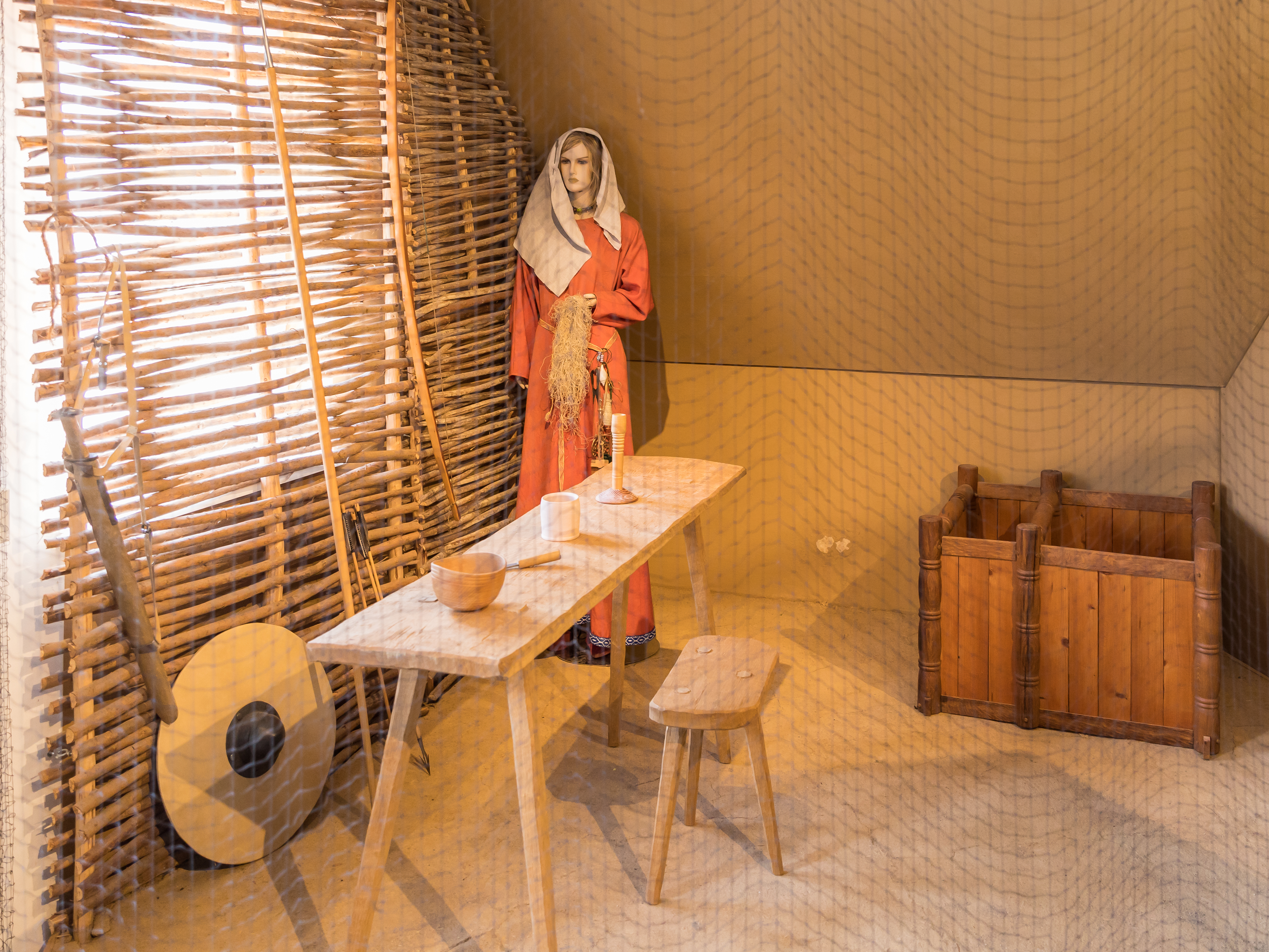
Nachbildung einer Alamannin und einiger Einrichtungsgegenstände
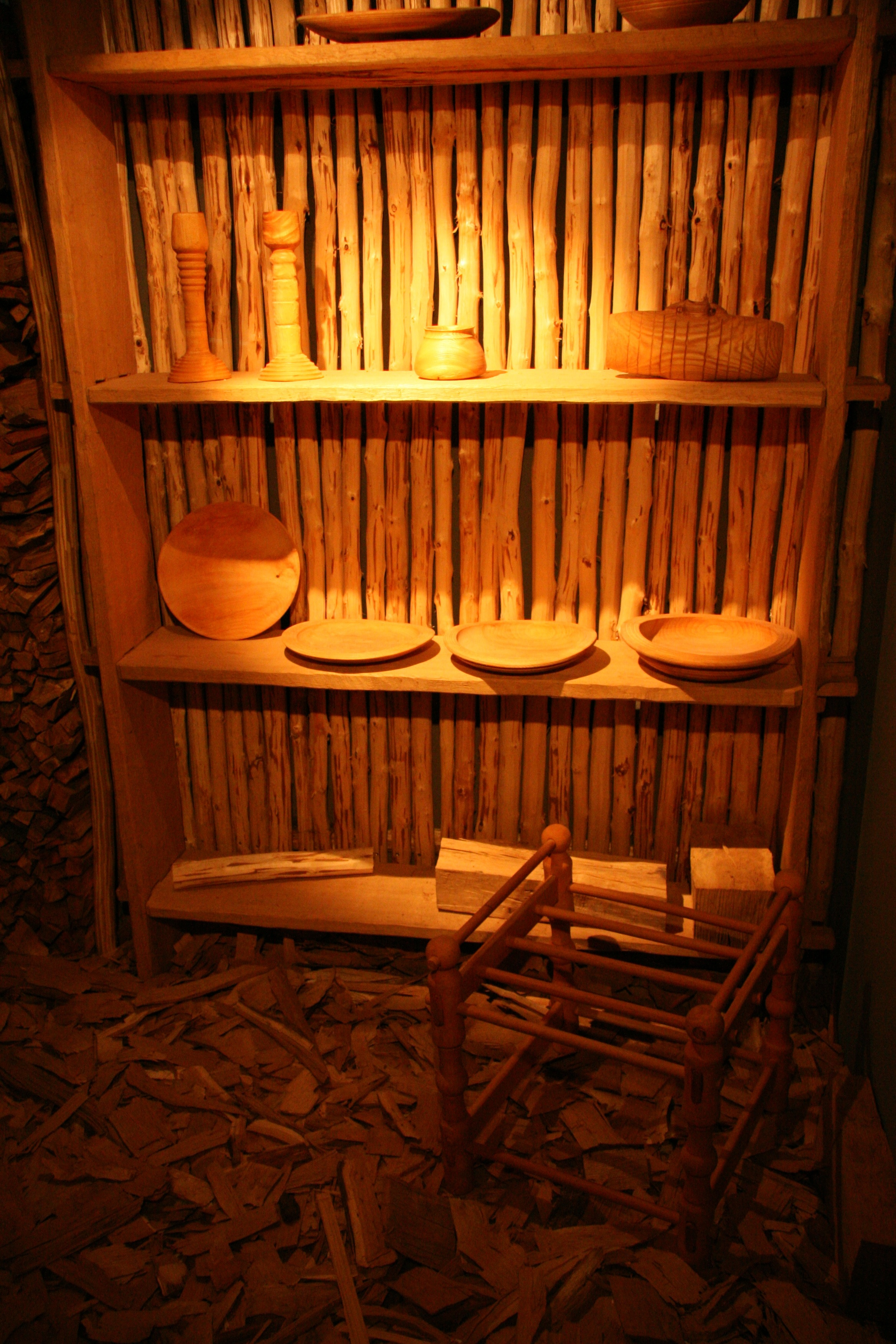
Diverse Exponate aus Holz (Nachbildungen)
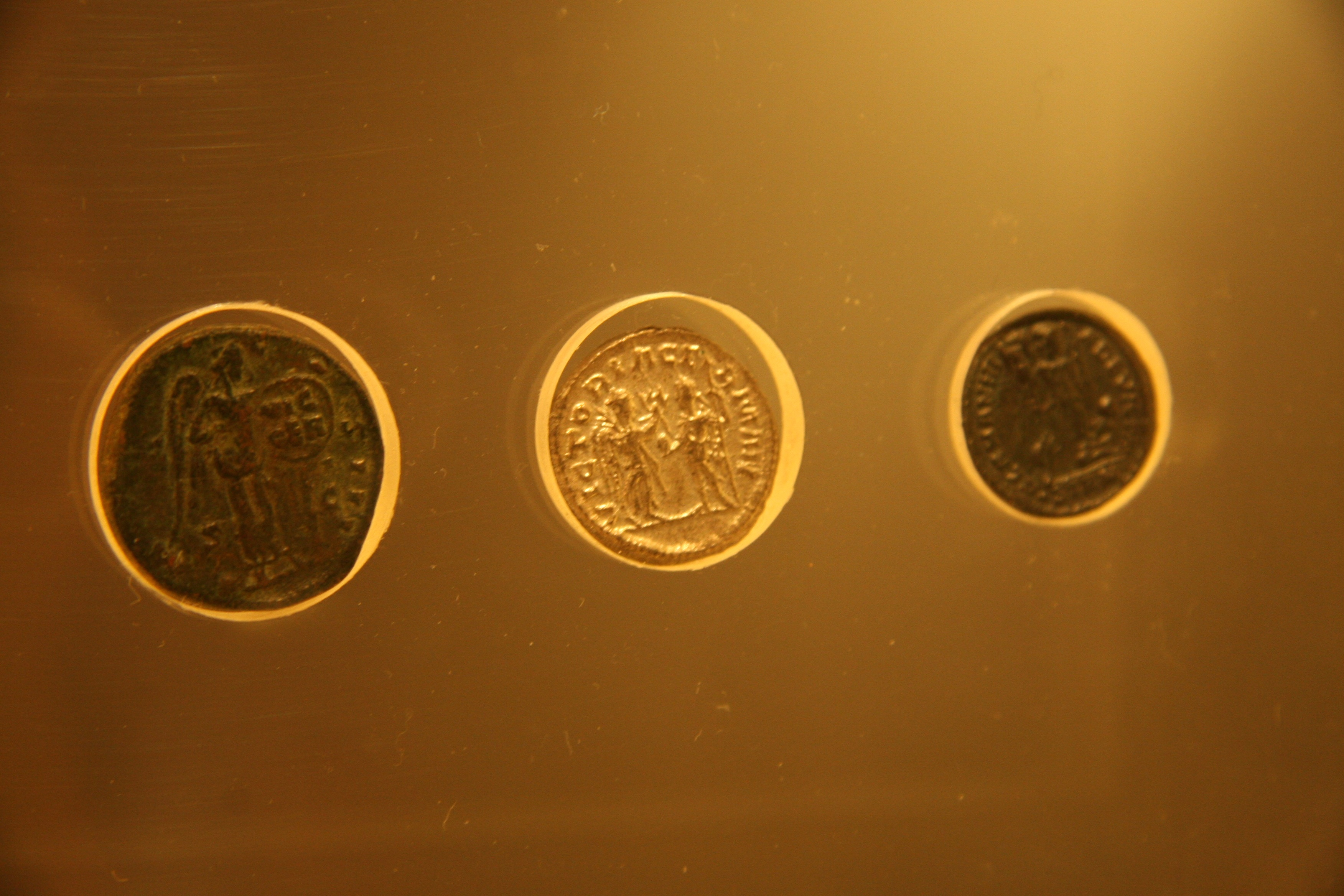
Münzen aus der Zeit der Alamannen

## Sonderausstellungen
Seit der Gründung des Alamannenmuseums hat sich sein Leiter bemüht, das Wissen über das Frühmittelalter in der Region, vor allem aber das Wissen über die Alamannen und die bedeutenden Gräberfelder der Region zu vertiefen. Vielfach gab es auch Sondervitrinen, die in kleinerem Stil ein Thema darstellten:
- Die Reiterkrieger von Pfahlheim (28. September 2001 – 11. Januar 2004).
- Die ‚Dame von Kirchheim/Ries‘ – Gewand und Schmuck der alamannischen Frau (16. Juli 2004 – 9. Januar 2005).
- Von Wotan zu Christus – Die Alamannen und das Kreuz (9. März 2006 – 10. September 2006).
- Drei Sondervitrinen „Alamannische Schmuckstücke und Waffengürtel“ (15. Januar – 22. Mai 2007).
- Drei Sondervitrinen „Geschätzt – verehrt – gefürchtet. Damaszierte Schwerter des frühen Mittelalters“ (2. August 2007 – 6. Januar 2008).
- Die Ostgoten – Schutzherren der Alamannen: Neue Forschungen zum ostgotischen Militär in Kärnten (28. November 2008 – 19. April 2009).
- Schätze aus Hessigheims Boden – Das Gräberfeld im „Muckenloch“ (10. Mai – 25. Oktober 2009)
- Die Alamannen auf der Ostalb – frühe Siedler im Raum zwischen Lauchheim und Niederstotzingen[6] (25. Juni 2010 – 23. Oktober 2011).
- Museumsreif – 25 Jahre alamannische Ausgrabungen in Lauchheim (9. September 2012 – 13. Januar 2013).
- Zwei Brüder, ein Kloster: Die Abtei Ellwangen zwischen Frömmigkeit und Politik. Auf der Suche nach den alamannisch-fränkischen Wurzeln der Klostergründung von 764[7] (26. Juli 2014 – 18. Januar 2015).
- Sondervitrine „Die ‚Dreifaltigkeitsfibel‘ aus Freiberg-Beihingen, Grab 81“ mit Hörstation „Der Tod der lieben Kleinen“ (seit 1. Juni 2017).
- Goldblattkreuze – Glaubenszeichen der Alamannen[8] (16. September 2017 – 8. April 2018).
- Verehrt, verwendet, vergessen. Alamannen im Spannungsfeld von Politik und Zeitgeschichte (27. Oktober 2018 – 28. April 2019).
- Der Münzschatz von Ellwangen (9. November 2019 – 19. Januar 2020).[9]
- Gut betucht – Textilerzeugung bei den Alamannen, (7. Februar 2021 – 11. April 2021).
- zum 20-jährigen Bestehen des Museums: Hanne Dittrich – Kreuz-Spiele, (16. September – 24. Oktober 2021).
- Ein kleines Dorf in einer großen Welt. Alltagsszenen des 5. und 6. Jahrhunderts, (2. Dezember 2021 – 18. September 2022).
- Fotoausstellung des Vereins Deutsche Limes-Straße: Du bist Welterbe, (10. März – 7. Juli 2024).
- Multikulti am Oberrhein – Römer, Germanen und die Gräber von Diersheim, (19. September 2024 – 27. April 2025).